# امانويل بواكيي
امانويل بواكيي (بالهولندية: Emmanuel Boakye)‏ (25 مارس 1985 في غانا - ) هو لاعب كرة قدم هولندي في مركز الدفاع. شارك مع منتخب غانا تحت 23 سنة لكرة القدم. أما مع النوادي، فقد لعب مع أتفدابيرجس وأياكس أمستردام وسبارتا روتردام وهيراكليس ألميلو وND Mura 05 ‏.

## وصلات خارجية
- امانويل بواكيي على موقع قاعدة بيانات كرة القدم.إي يو (الإنجليزية)
- امانويل بواكيي على موقع Soccerway.com (الإنجليزية)